# Сурепка сицилийская
Сурепка сицилийская (лат. Barbarea sicula) — травянистое растение семейства капустных из рода сурепка. Произрастает в горах в южных регионах Италии (Калабрия и Сицилия) и в Греции на высоте от 900 до 1700 м. Цветёт в мае-июне.